# Consolidated TBY Sea Wolf
El Consolidated TBY Sea Wolf (TB por Torpedo Bomber, Y por la designación del constructor Consolidated/U por la designación del constructor Vought) fue un torpedero de la Armada de los Estados Unidos de la Segunda Guerra Mundial. Muy similar al TBF Avenger, el Sea Wolf fue objeto de importantes demoras y nunca participó en combates; sólo 180 fueron construidos antes de su cancelación después del Día de la Victoria sobre Japón.	

## Historia, diseño y desarrollo
En abril de 1940, la compañía estadounidense Vought obtuvo un contrato de la US Navy para la construcción de un bombardero-torpedero triplaza. El modelo, que fue designado XTBY-1, era un monoplano con ala cantilever de implantación media y tren de aterrizaje con rueda de cola; la planta motriz consistía en un motor radial Pratt & Whitney R-2800 -22 y los tres tripulantes se sentaban en tándem en una cabina con una larga cubierta acristalada de tipo "invernadero". El resultado satisfactorio de las pruebas determinó la formalización de un contrato de producción de la US Navy con Chance Vought, pero como esta compañía carecía de la suficiente capacidad para la fabricación del nuevo modelo, y ya que en esos momentos estaba muy comprometida con el exceso de otros contratos, especialmente con el caza F4U Corsair se acordó asignar la fabricación a Consolidated, según el diseño de Chance Vought; aun así se tuvo que esperar hasta que la nueva fábrica en Allentown, Pensilvania estuviera completada, la cual se terminó a finales de 1943. La mala suerte intervino; el prototipo resultó dañado en una prueba de aterrizaje, y cuando fue reparado un mes más tarde fue nuevamente dañado en una colisión con una formación de aviones. Reparado otra vez, el prototipo fue aceptado por la Armada.
Consiguientemente, Consolidated recibió en septiembre de 1943 un contrato para construir 1.100 TBY-2, a los que se dio el sobrenombre de Sea Wolf (Lobo de Mar). Sin embargo la producción se dio por finalizada cuando sólo se habían construido 180 aparatos, ninguno de los cuales entró en servicio operacional, ya que fueron utilizados en tareas de entrenamiento. Se habían encargado además 600 ejemplares de un TBY-3 mejorado, que también se cancelaron.

## Historia operacional
En la producción el TBY fue equipado de un radar, con un radomo en el ala derecha. El primero voló el 20 de agosto de 1944. Por este tiempo, sin embargo, el Avenger equipaba cada escuadrón en la Marina, y no hubo realmente ningún lugar para el Sea Wolf y, además, numerosos pequeños problemas retrasaron las cosas. 

## Especificaciones técnicas

### Características generales
- Tripulación: 3
- Longitud: 11,89 m
- Envergadura: 17,42 m
- Altura: 4,72 m
- Superficie alar: 40,88 m²
- Peso vacío: 5.142 kg
- Peso máximo al despegue: 7.730 kg
- Planta motriz: 1× motor radial Pratt & Whitney R-2800-22 Double Wasp.
  - Potencia: 1 kW (2 HP; 2 CV)
- Hélices: 1× tripala por motor.

### Rendimiento
- Velocidad máxima operativa (Vno): 501 km/h (311 MPH; 271 kt)
- Alcance: 2.414 km
- Techo de vuelo: 8291 m (27 200 ft)

### Armamento
- Ametralladoras: 5× 

  - 4x Browning M2 de 12,7 mm:

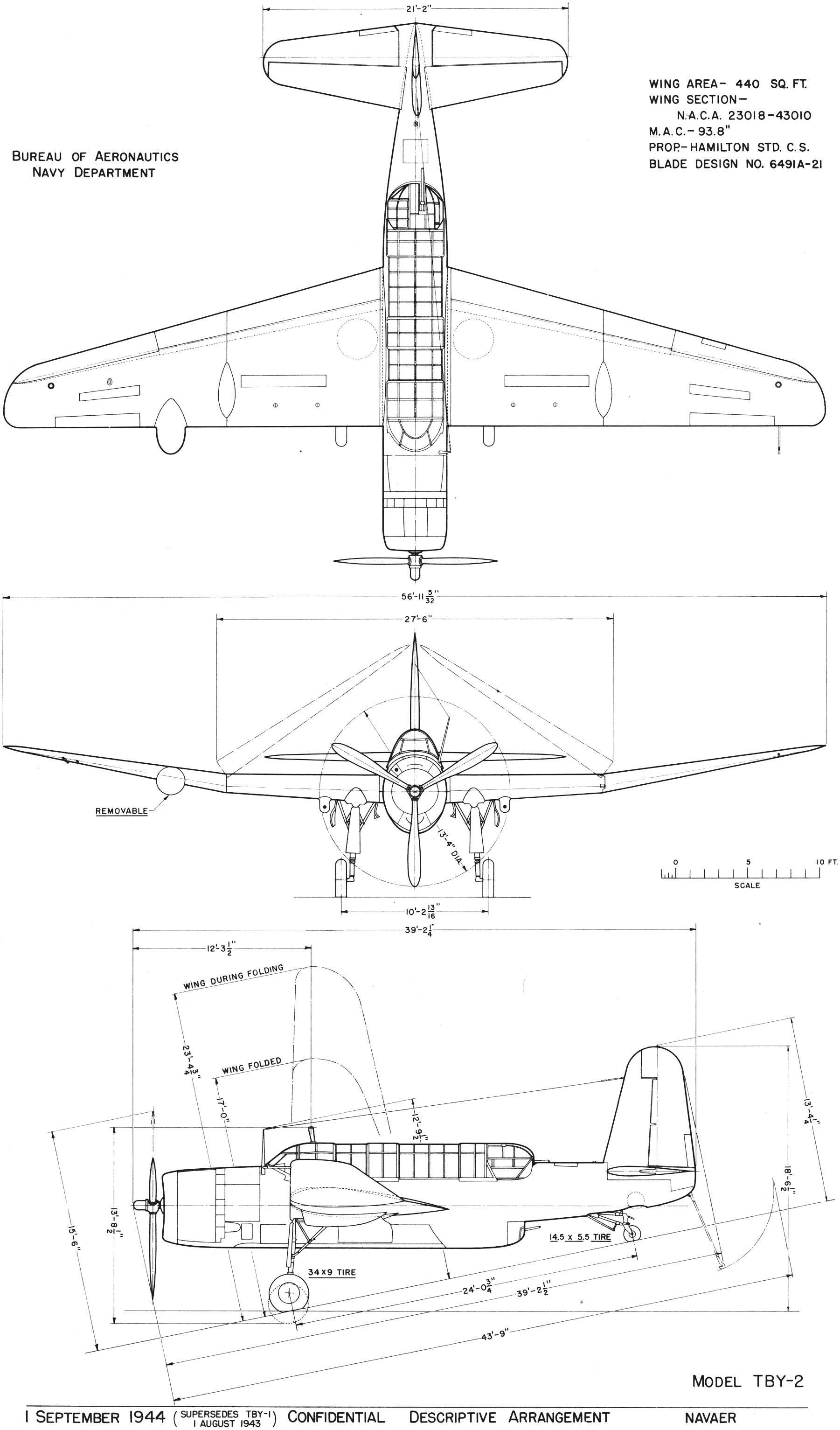

    - 1x en la cubierta disparando hacia delante;
    - 2x montadas en las alas;
    - 1x en una torreta dorsal;

  - 1x Browning M1919 de 7,62 mm montada en la parte ventral.
- Puntos de anclaje: Varios con una capacidad de 907 kg, para cargar una combinación de:  
  - Bombas: Más de 907 kg en bombas.
  - Otros: 1x torpedo.

### Aeronaves similares
- TBD Devastator
- TB2D Skypirate
- TBF Avenger
- Aichi B7A
- Nakajima B5N
- Nakajima B6N
- Fairey Barracuda

### Secuencias de designación
- Secuencia TB_U (Bombarderos-torpederos de la Armada estadounidense, 1935-1946 (Vought, 1922-1962)): TBU
- Secuencia TB_Y (Bombarderos-torpederos de la Armada estadounidense, 1935-1946 (Consolidated, 1926-1954)): TBY

### Listas relacionadas
- Anexo:Aeronaves militares de los Estados Unidos (navales)